# Den østjyske længdebane
Den østjyske længdebane, undertiden også blot kaldet den jyske længdebane, er en dansk jernbanestrækning, der går fra Padborg i Sønderjylland til Frederikshavn i Vendsyssel. Den første del af strækningen blev indviet i 1862, mens hele strækningen var komplet i 1871.
Banen består af følgende delstrækninger:
- Padborg-Vamdrup, indviet 1866
- Vamdrup-Fredericia, indviet 1866
- Fredericia-Aarhus, indviet 1868
- Aarhus-Randers, indviet 1862
- Randers-Aalborg, indviet 1869
- Vendsysselbanen, indviet 1871

## Nuværende stationer
- fra Padborg til Fredericia er følgende mellemstationer: Tinglev, Rødekro, Vojens, Vamdrup, Lunderskov, Kolding og Taulov
- Fra Fredericia til Aarhus H er der følgende mellemstation: Børkop, Brejning, Vejle, Hedensted, Horsens, Skanderborg, Hørning, Viby J og Kongsvang
- Aarhus H til Aalborg: Hinnerup, Hadsten, Langå, Randers, Hobro, Arden, Skørping, Støvring, Svenstrup, Skalborg og Aalborg
- Nord for Aalborg: Aalborg Vestby, Lindholm, Brønderslev, Vrå, Hjørring, Sindal, Tolne, Kvissel og Frederikshavn

Se alle stationer under de enkelte strækninger.
|  | Denne artikel kan blive bedre, hvis der indsættes geografiske koordinater Denne artikel omhandler et emne, som har en geografisk lokation. Du kan hjælpe ved at indsætte koordinater i wikidata. |